# مرتضى الشاهرودي
مرتضى بن حسين بن علي الشاهرودي. (12 نوفمبر 1946 كربلاء - الآن). هو خطيب حسيني ورجل دين شيعي عراقي.

## ولادته ونشأته
ولد في الثامن عشر من ذي الحجة سنة 1365 هـ (12 نوفمبر 1946) بمدينة كربلاء بجنوب العراق. ينتمي لأسرة «الشاهرودي»، كان والده أحد رجال الدين في مدينة كربلاء وكان وكيلاً عينياً للمرجع أبو الحسن الأصفهاني، ومنتدباً عنه لدى الجهات الرسمية في العراق. وجده هو علي الشاهرودي الذي كان أيضاً من فقهاء مدينة كربلاء.
ولج ميدان الدراسات الأكاديمية، وانتظم في صفوف المدارس الرسمية الحديثة حتى أكملها ثم مارس مهنة التعليم لمدة سنتين، حتى اتجه بعد ذلك للدراسة الحوزوية، فانتسب مبدئياً في دراسة مقدمات العلوم الدينية إلى مدرسة جعفر الرشتي، ثم درس الفقه والأصول عند عم محمد الشاهرودي وكذلك درس عند المرجع محمد الحسيني الشيرازي وواصل دراسته بعد انتقاله إلى إيران عام 1392 هـ على يد أبو الفضل الخونساري.

## خطابته
الشاهرودي خطيب حسيني، وقد ابتدأ دراسته الخطابية عند مهدي المازندراني الذي ألف عدة مؤلفات في مجال الخطابة كـ”معالي السبطين“ و”شجرة طوبى“ وغيرها. وكذلك درس عند الخطيبين صادق الواعظ ومحمد كاظم القزويني. وابتدأ في الخطابة من كربلاء قبل ثلاثين عاماً تقريباً، ثم دعي إلى الخليج العربي، بدءاً من الكويت في سنة 1968 حيث قصدها بدعوة من عائلة ”الجزاف“، وخطب على منبر ”حسينية بهشت“ في منطقة الشرق من العاصمة الكويتية.
وبعد ذلك بعام واحد أي في عام 1969 انتقل إلى البحرين فابتدأ الخطابة في حسينياتها المشهور لأربعة عشر عاماً، كحسينية مدن الواقعة في قلب المنامة.
بعد هجرته إلى إيران، أجاد الخطابة في اللغة الفارسية التي لم يتقن آدابها وقواعدها من قبل، فخطب في العديد من مدن إيران كالعاصمة طهران وأصفهان ومشهد وشيراز وكرمان ويزد وكاشان ورفسنجان.
ولذلك له أسفار وجولات عالمية مارس فيها الخطابة في الكثير من الدول الأوروبية، والمدن الأمريكية مثل نيويورك ولوس أنجلوس.